# Лейк-Хенри (тауншип, Миннесота)
Лейк-Хенри (англ. Lake Henry) — тауншип в округе Стернс, Миннесота, США. На 2000 год его население составило 330 человек.

## География
По данным Бюро переписи населения США площадь тауншипа составляет 92,1 км², из которых 91,8 км² занимает суша, а 0,3 км² — вода (0,31 %).

## Демография
По данным переписи населения 2000 года здесь находились 330 человек, 101 домохозяйство и 83 семьи.  Плотность населения —  3,6 чел./км².  На территории тауншипа расположено 103 постройки со средней плотностью 1,1 построек на один квадратный километр. Расовый состав населения: 100,00 % белых.
Из 101 домохозяйства в 38,6 % воспитывались дети до 18 лет, в 76,2 % проживали супружеские пары, в 1,0 % проживали незамужние женщины и в 17,8 % домохозяйств проживали несемейные люди. 14,9 % домохозяйств состояли из одного человека, при том 5,9 % из — одиноких пожилых людей старше 65 лет. Средний размер домохозяйства — 3,27, а семьи — 3,67 человека.
31,8 % населения — младше 18 лет, 8,2 % — в возрасте от 18 до 24 лет, 28,5 % — от 25 до 44, 24,5 % — от 45 до 64, и 7,0 % — старше 65 лет. Средний возраст — 35 лет. На каждые 100 женщин приходилось 121,5 мужчин.  На каждые 100 женщин старше 18 приходилось 134,4 мужчин.
Средний годовой доход домохозяйства составлял 42 188 долларов, а средний годовой доход семьи —  47 500 долларов. Средний доход мужчин —  29 250  долларов, в то время как у женщин — 21 250. Доход на душу населения составил 15 036 долларов. За чертой бедности находились 6,4 % семей и 4,7 % всего населения тауншипа, из которых 3,8 % младше 18 лет.